# Obie Benz
Obie Benz (* 3 de novembre de 1949) és un documentalista estatunidenc.

## Vida
Obie Benz es va graduar a la Berkshire School i al Middlebury College. El 1971 va establir ls Vanguard Public Foundation a San Francisco, que donava suport tant a grups activistes com a realitzadors de documentals. A partir de 1975 va organitzar diversos concerts de rock benèfic antinuclear i pro-nadius estatunidencs amb l'Aliança del Pacífic i va treballar estretament amb artistes com Bonnie Raitt, Jackson Browne i Graham Nash.
El 1982 va rodar el documental Americas in Transition, que va ser nominat als Premis Oscar de 1982 en la categoria Millor Curt Documental. Més tard va dirigir el documental Heavy Petting sobre la sexualitat adolescent, que consta de diverses pel·lícules educatives, noticiaris i escenes de llargmetratges de la dècada de 1950. El 1995 va dirigir l'episodi My Generation de la sèrie The History of Rock 'n' Roll per Warner Bros i Time Life.
A la dècada de 1990 va treballar per a Amnistia Internacional i va fer alguns anuncis curts.

## Filmografia
- 1982: Americas in Transition (curtmetratge documental)
- 1989: Heavy Petting
- 1995: My Generation (episodi de The History of Rock 'n' Roll)